# Shuqualak
Shuqualak é uma cidade  localizada no estado americano de Mississippi, no Condado de Noxubee.

## Demografia
Segundo o censo americano de 2000, a sua população era de 562 habitantes.
Em 2006, foi estimada uma população de 538, um decréscimo de 24 (-4.3%).

## Geografia
De acordo com o United States Census Bureau tem uma área de
3,0 km², dos quais 3,0 km² cobertos por terra e 0,0 km² cobertos por água. Shuqualak localiza-se a aproximadamente 65 m acima do nível do mar.

## Localidades na vizinhança
O diagrama seguinte representa as localidades num raio de 32 km ao redor de Shuqualak.